# Берестов Олексій Іванович
Берестов Олексій Михайлович — (*1814-†1854) — російський художник-портретист.
Товариш Тараса Шевченка з Петребурзької Академії мистецтв. Берестова притягнули до слідства в справі М. Петрашевського.